# Héctor Gaitán (futbolista)
Héctor Luis Gaitán (Cruz Alta, Provincia de Córdoba, 9 de febrero de 1987) es un futbolista argentino. Juega de defensa. Recibió el apodo de "patadita" debido a su constante uso del recurso de despejar el balón por la gran fuerza de sus piernas.

## Clubes
| Club                   | País      | Año         |
| ---------------------- | --------- | ----------- |
| Newell's Old Boys      | Argentina | 2007 - 2008 |
| Oriente Petrolero      | Bolivia   | 2009        |
| CN Iquitos             | Perú      | 2010        |
| Juventud Antoniana     | Argentina | 2011        |
| Real Mamoré            | Bolivia   | 2011 - 2012 |
| Nacional Potosí        | Bolivia   | 2012        |
| Sport Boys             | Bolivia   | 2013 -2015  |
| Argentinos Juniors     | Bolivia   | 2016        |
| Atlético Laguna Blanca | Argentina | 2017        |
| Ciclón                 | Bolivia   | 2018        |